# سامانه پرتاب فضایی

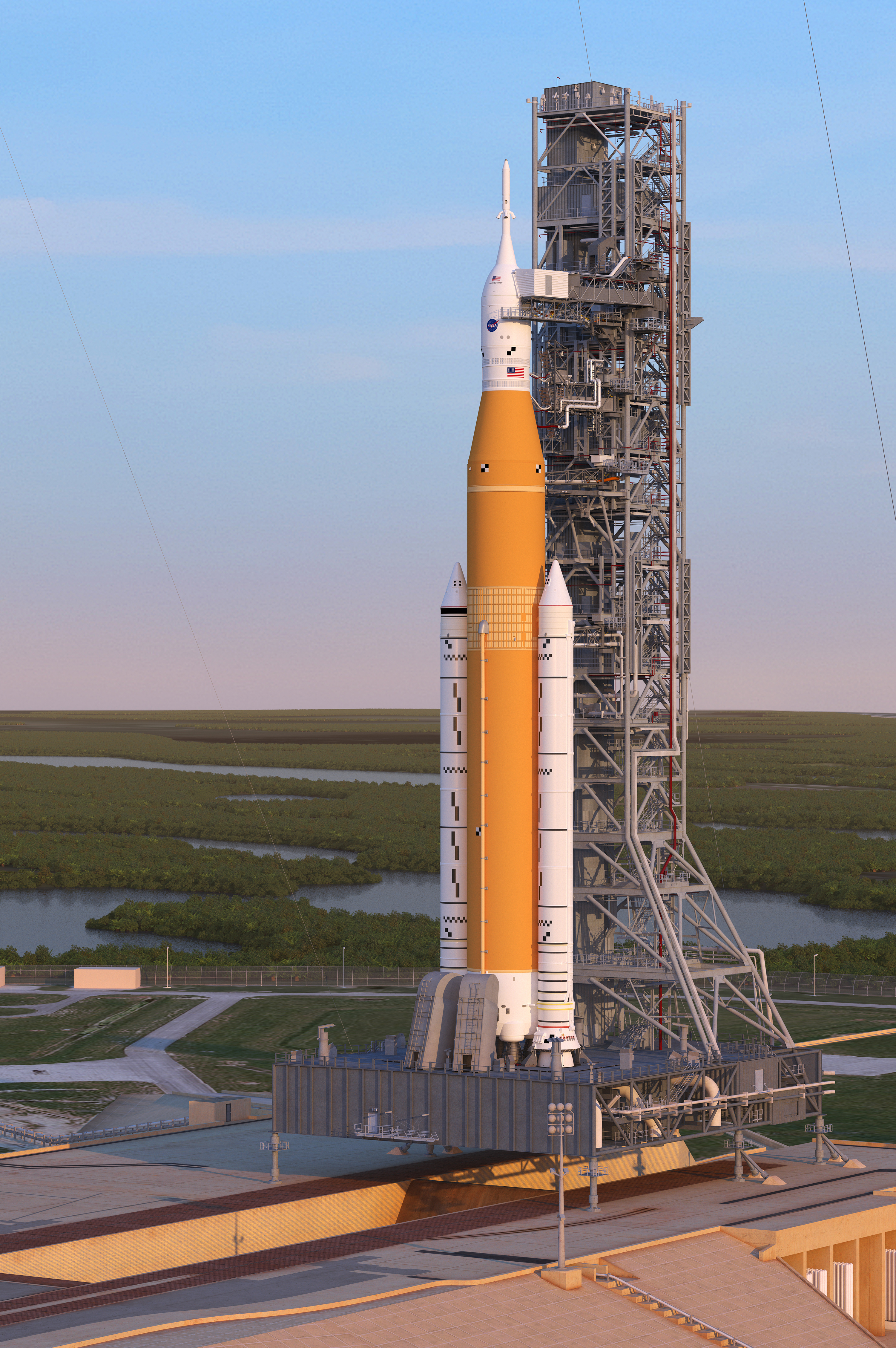
Sls block1 on-pad sunrisesmall

سامانهٔ پرتاب فضایی پرتابگر فوق سنگین آمریکایی با قابلیت ساماندهی پرتاب‌های یکبارمصرف است که از سال ۲۰۱۱ میلادی در دست گسترش و تکمیل است. این سامانه عمده‌ترین سامانهٔ پرتاب فضایی ژرف‌کاوشگری ناسا است.